# 高照寺 (養父市)
高照寺（こうしょうじ）は、兵庫県養父市にある高野山真言宗の寺院。山号は栂尾山。本尊は大日如来。春はモクレン、秋はハギが見頃である。

## 歴史
高照寺寺誌によると、当寺は養老4年（720年）に行基によって創建されたとされている。承和年間（834年 - 848年）には泰範が住職を勤め、空海の許しのもと寺号を栂尾山神護寺と称した。
その後、栂山の西北の庵坂に移り栂尾山蓮花寺と改称して一時禅宗となった。明暦元年（1655年）に観音堂屋敷に移り、寺号を現在の栂尾山高照寺と改めた。
文政2年（1819年）に現在地に移転している。　　　　　

## 境内
- 本堂 - 堂内には「なで弘法」が祀られており、治したい部分を「肌守り」で撫でながら拝むと御利益を受けられるといわれる[1]。
- 庫裏
- 観音堂
- 土蔵
- 弘法大師像
- 鐘楼
- 十三重石塔

## 行事
- 1月1日 - 修正会
- 5月8日 - 花まつり
- 8月15日 - 施餓鬼会・戦没者英霊追悼会

## 前後の札所
関西花の寺二十五霊場
4 高源寺　-　5 高照寺　-　6 隆国寺
但馬七花寺霊場

## アクセス
- 鉄道
  - JR山陰本線 八鹿駅下車。全但バス高柳停留所下車。徒歩約10分。
- 自家用車
  - 八鹿バイパス「つるぎが丘」交差点から国道9号線鳥取方面へ約5分。養父市立高柳小学校手前の信号機に看板あり。